# Roc de Lliçà
El Roc de Lliçà és una muntanya de 2.801 metres que es troba al municipi de Lles de Cerdanya, a la comarca de la Baixa Cerdanya.